# Göksun
Göksun là một huyện thuộc tỉnh Kahramanmaraş, Thổ Nhĩ Kỳ. Huyện có diện tích 1940 km² và dân số thời điểm năm 2007 là 54553 người, mật độ 28 người/km².